# Tití argentat
El tití argentat (Mico argentatus) és una espècie de primat de la família dels cal·litríquids que viu al Brasil i a Bolívia. El tití argentat es caracteritza per ser bastant petit, normalment mesuren entre 21 i 29 centímetres. Pel que fa al pes solen rondar els 273 i 435 grams.

## Alimentació
Menja ous d'ocells, fruits, insectes, petits invertebrats i saba d'arbres.